# Саут-Сан-Хосе-Хилс
Саут-Сан-Хосе-Хилс (англ. South San Jose Hills) — статистически обособленная местность, расположенная в округе Лос-Анджелес (штат Калифорния, США) с населением в 20 218 человек по статистическим данным переписи 2000 года.

## География
По данным Бюро переписи населения США статистически обособленная местность Саут-Сан-Хосе-Хилс имеет общую площадь в 3,88 квадратного километра, водных ресурсов в черте населённого пункта не имеется.
Статистически обособленная местность Саут-Сан-Хосе-Хилс расположена на высоте 127 метров над уровнем моря.

## Демография
По данным переписи населения 2000 года в Саут-Сан-Хосе-Хилс проживало 20 218 человек, 3605 семей, насчитывалось 3984 домашних хозяйства и 4059 жилых домов. Средняя плотность населения составляла около 5357,7 человека на один квадратный километр. Расовый состав Саут-Сан-Хосе-Хилс по данным переписи распределился следующим образом: 38,76 % белых, 1,86 % — чёрных или афроамериканцев, 1,54 % — коренных американцев, 6,54 % — азиатов, 0,35 % — выходцев с тихоокеанских островов, 4,59 % — представителей смешанных рас, 46,35 % — других народностей. Испаноговорящие составили 83,43 % от всех жителей статистически обособленной местности.
Из 3984 домашних хозяйства в 53,2 % — воспитывали детей в возрасте до 18 лет, 67,4 % представляли собой совместно проживающие супружеские пары, в 14,4 % семей женщины проживали без мужей, 9,5 % не имели семей. 6,7 % от общего числа семей на момент переписи жили самостоятельно, при этом 3,0 % составили одинокие пожилые люди в возрасте 65 лет и старше. Средний размер домашнего хозяйства составил 5,07 человека, а средний размер семьи — 4,95 человека.
Население статистически обособленной местности по возрастному диапазону по данным переписи 2000 года распределилось следующим образом: 34,6 % — жители младше 18 лет, 12,0 % — между 18 и 24 годами, 30,8 % — от 25 до 44 лет, 16,7 % — от 45 до 64 лет и 5,9 % — в возрасте 65 лет и старше. Средний возраст жителей составил 27 лет. На каждые 100 женщин в Саут-Сан-Хосе-Хилс приходилось 100,2 мужчины, при этом на каждые сто женщин 18 лет и старше приходилось 99,0 мужчины также старше 18 лет.
Средний доход на одно домашнее хозяйство в статистически обособленной местности составил 48 655 долларов США, а средний доход на одну семью — 46 702 доллара. При этом мужчины имели средний доход в 26 477 долларов США в год против 22 113 долларов среднегодового дохода у женщин. Доход на душу населения в статистически обособленной местности составил 11 324 доллара в год. 13,4 % от всего числа семей в округе и 18,5 % от всей численности населения находилось на момент переписи населения за чертой бедности, при этом 23,7 % из них были моложе 18 лет и 9,7 % — в возрасте 65 лет и старше.